# Anas bahamensis
Anas bahamensis là một loài chim trong họ Vịt.
Loài này được tìm thấy ở Caribê, Nam Mỹ và quần đảo Galápagos. Chúng xuất hiện trên các vùng nước có độ mặn, chẳng hạn như hồ nước lợ, cửa sông và đầm lầy ngập mặn. Có ba phân loài: